# Kattegatcentret
Kattegatcentret är ett akvarium i Grenå, Danmark. Centret grundades 1993 och är ritat av Kjær & Richter. Det har drygt 250 arter och har strax under 200 000 besökare om året. Det är med i Europeiska djurparksföreningen.